# Brian Drummond
Brian Drummond est un acteur et producteur américain né le 10 août 1969 à Salmon Arm, British Columbia (Canada).

## Filmographie
- 2020 : La Famille Willoughby (The Willoughbys) de Kris Pearn (voix)